# Ламберто I да Полента
Ламберто I да Полента (итал. Lamberto I da Polenta; умер в 1316 году, Равенна, Папская область) — сеньор Равенны в 1297—1316 годах из гвельфского рода да Полента.

## Биография
Ламберто был старшим из сыновей Гвидо Старого, который отрёкся в его пользу от власти над Равенной в 1297 году. Вместе с братом Бернардино, сеньором Червии, Ламберто воевал против Феррары и Венецианской республики (1308), оборонял Рим от императора Генриха VII (1311—1312), воевал с Фаэнцой и Форли (1314). После смерти Ламберто в 1316 году власть перешла к его племяннику Гвидо Новелло.
Ламберто да Полента был женат на Джованне д’Эсте, но этот брак остался бездетным. У Ламберто был бастард по имени Фолько.